# Яйю (приток Выми)
Яйю — река в России, протекает по Республике Коми. Устье реки находится в 330 км по правому берегу реки Вымь. Длина реки составляет 38 км. В 28 км от устья по левому берегу впадает река Катыдкычас.

## Данные водного реестра
По данным государственного водного реестра России относится к Двинско-Печорскому бассейновому округу, водохозяйственный участок реки — Вычегда от города Сыктывкар и до устья, речной подбассейн реки — Вычегда. Речной бассейн реки — Северная Двина.
Код объекта в государственном водном реестре — 03020200212103000020763.